# الیویا مان
الیویا مان (انگلیسی: Lisa Olivia Munn؛ زادهٔ ۳ ژوئیهٔ ۱۹۸۰) هنرپیشه و مدل اهل ایالات متحده آمریکا است. وی از سال ۲۰۰۴ میلادی تاکنون مشغول فعالیت بوده‌است.

## بخشی از فیلمشناسی

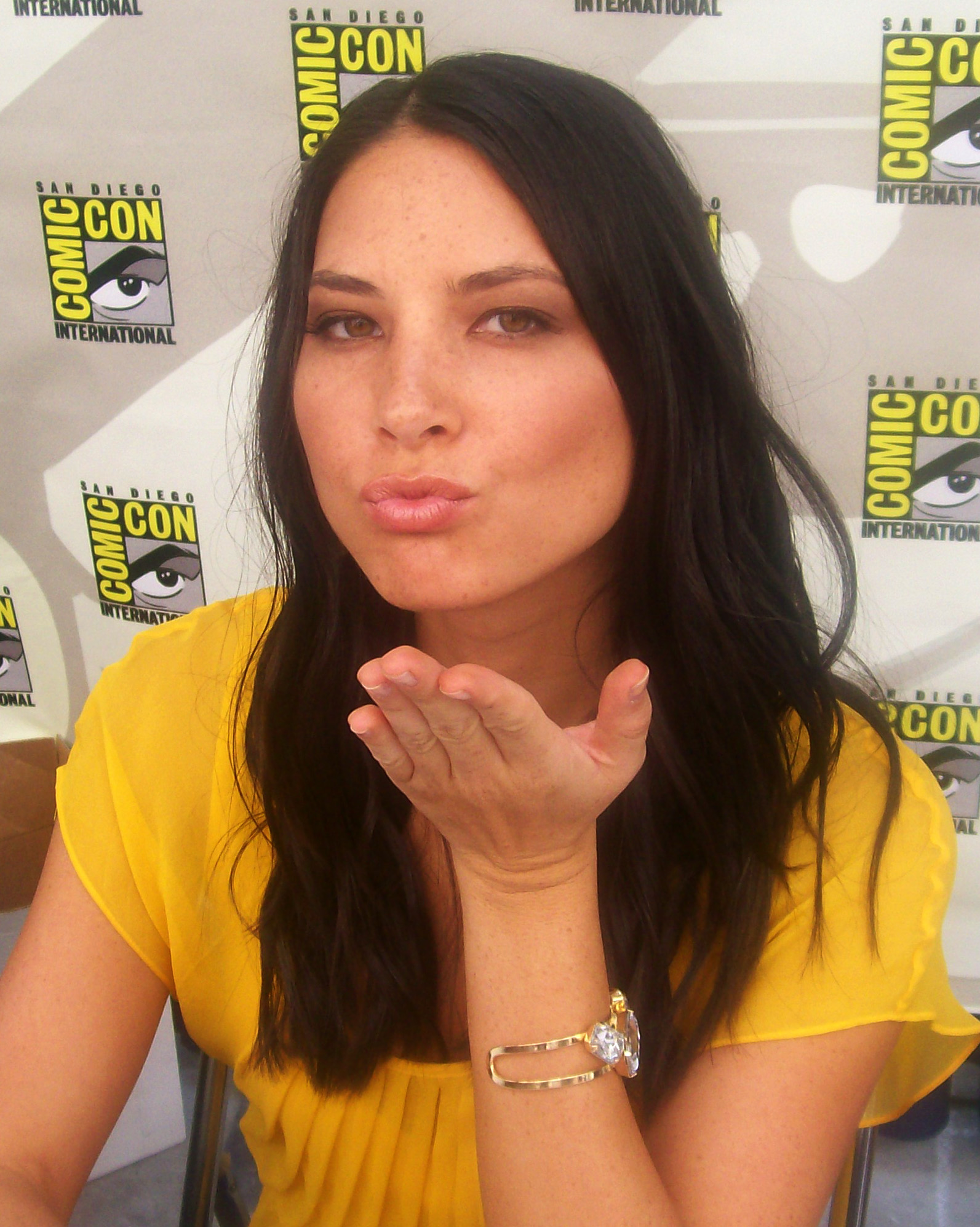

از فیلم‌ها یا برنامه‌های تلویزیونی که وی در آن نقش داشته‌است می‌توان به آثار زیر اشاره کرد.
- استن بزرگ (۲۰۰۷)
- شب قرار (۲۰۱۰)
- مرد آهنی ۲ (۲۰۱۰)
- من نمیدونم (۲۰۱۱)
- مجیک مایک (۲۰۱۲)
- از شر شیطان نجاتمان ده (فیلم ۲۰۱۴) (۲۰۱۴)
- مورتدکای (۲۰۱۵)
- سواری با هم ۲ (۲۰۱۶)
- زولندر ۲ (۲۰۱۶)
- مردان ایکس: آپوکالیپس (۲۰۱۶)
- مهمانی کریسمس اداره (۲۰۱۶)
- فیلم لگو نینجاگو (۲۰۱۷)
- هشت یار اوشن (۲۰۱۸)
- مردان ایکس: دارک فینکس (۲۰۱۸)
- غارتگر (فیلم ۲۰۱۸)
- اتک آو د شو! (۲۰۰۶–۱۰)
- نمایش روزانه (۲۰۱۰–۱۱)
- چاک (مجموعه تلویزیونی) (۲۰۱۰)
- اتاق خبر (مجموعه تلویزیونی) (۲۰۱۲–۱۴)
- دختر جدید (مجموعه تلویزیونی) (۲۰۱۲–۱۳)
- مسابقه لب‌خوانی (۲۰۱۶)
- یگان ۶ (۲۰۱۷)
- پروژه مد (۲۰۱۷)
- دروازه (۲۰۲۱)